# Borecznica
Borecznica – kolonia w Polsce położona w województwie łódzkim, w powiecie radomszczańskim, w gminie Wielgomłyny. Miejscowość wchodzi w skład sołectwa Goszczowa.
W latach 1975–1998 miejscowość należała administracyjnie do województwa piotrkowskiego.